# Stylocheiron indicum
Stylocheiron indicum is een krillsoort uit de familie van de Euphausiidae. De wetenschappelijke naam van de soort is voor het eerst geldig gepubliceerd in 1967 door Silas & Mathew.